# Spring (Texas)
Spring é uma região censo-designada localizada no estado norte-americano do Texas, no Condado de Harris.

## Demografia
Segundo o censo norte-americano de 2000, a sua população era de 36.385 habitantes.

## Geografia
De acordo com o United States Census Bureau tem uma área de 62,1 km², dos quais 62,0 km² cobertos por terra e 0,1 km² cobertos por água. Spring localiza-se a aproximadamente 37 m acima do nível do mar.

## Localidades na vizinhança
O diagrama seguinte representa as localidades num raio de 16 km ao redor de Spring.